# Traqueostomia

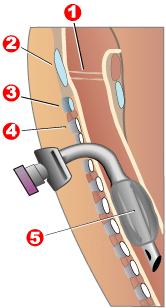
Traqueotomia completada:
1 - Cordas vocais
2 - Cartilagem tireóide
3 - Cartilagem cricóide
4 - Cartilagens traqueais
5 - Balão

Traqueostomia é uma palavra com étimo grego, em que o sufixo ostomia deriva da palavra grega ″stoma", que significa ″boca″; consiste num procedimento cirúrgico, no qual é efectuada uma secção de toda a circunferência da traqueia (traqueotomia), seguida de sutura de todo o perímetro da traqueia seccionada,  de forma circunferencial, à pele, ou seja, ato de confecionar um traqueostoma, de forma a ser preservada a função respiratória após uma laringectomia total. Neste procedimento, a respiração passa a fazer-se exclusiva e definitivamente pelo orifício da traqueostomia.

## Acesso cirúrgico de Traqueotomia

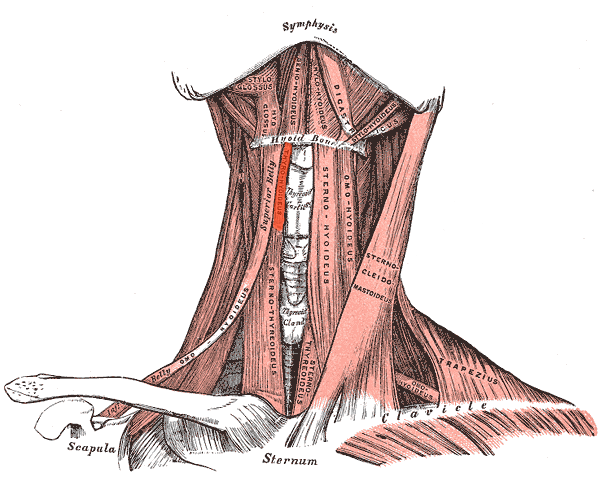

O acesso cirúrgico para a traqueotomia pode ser realizado em vários níveis:

Cricotireoidotomia ou cricotireoidotomia ou cricotireotomia é realizada na região da transmembrana cricotireoidiana.

Traqueotomia alta é realizada acima do ístimo da glândula tireoide.

Traqueotomia transístmica é realizada através do istmo da glândula tireoide, sendo necessário a sua secção e sutura.

Traqueotomia baixa é realizada abaixo do ístmo da glândula tireoide que é tracionado superiormente.

Traqueotomia mediastinal anterior é realizada no mediastino anterior após uma ressecção do manúbrio do osso esterno.

Traqueotomia percutânea é realizada a técnica de Seldinger, adaptada para a traqueostomia ou mini-traqueostomia.

## Cânulas de traqueotomia
Cânula de traqueostomia metálica;

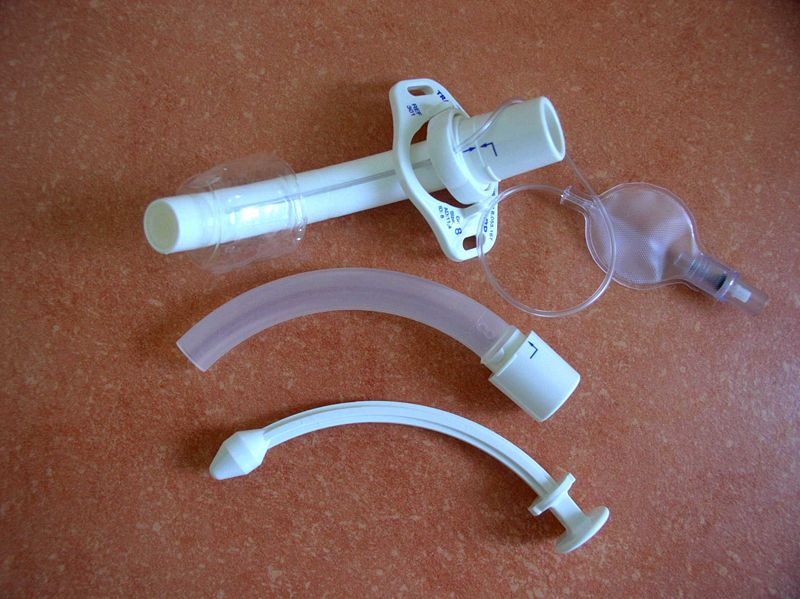
A pressão de insuflação máxima do balonete da cânula de traqueostomia deverá ser de 27 cmH2O, ou convertendo 20 mmHg.
(1 mmHg = 1.36 cmH2O)

Cânula de traqueostomia plástica sem balão;

Cânula de traqueostomia plástica com balão.

## Recuperação
A recuperação da incisão feita na traqueia para a introdução de cânula (processo da traqueotomia) depende de diversos fatores, tais como:
- Durabilidade da traqueotomia (prolongada ou de curta duração);
- Condições da pele e músculo ao redor da traqueia;
- Condições físicas do paciente.

Considerando uma traqueotomia baixa, de curta duração, executada em paciente hígido, submetido, anteriormente, a uma tireoidectomia total, com esvaziamento ganglionar e, portanto, com a pele do pescoço descolada devido ao processo cirúrgico, teremos um tempo médio de cicatrização da traqueia em torno de 30 dias, após a retirada da cânula. 
Nesse caso, o orifício da pele do pescoço fechar-se-á, primeiramente, em pouco menos que 5 (cinco) dias, utilizando-se ponto falso feito com tiras de esparadrapo postadas em formato de “X”, fazendo-se pregas para agilizar a cicatrização (mantém o orifício colabado e aproxima, da traqueia, o tecido da pele e músculo, acelerando a aderência).
A traqueia é constituída por músculo liso, revestida internamente por um epitélio ciliado e externamente encontra-se reforçada por anéis de cartilagem. Por isso, o fechamento do seu orifício é mais lento e de forma gradativa. 
A medida que o orifício diminui de tamanho, até chegar a uma abertura mínima, é possível a percepção de som, este produzido analogamente ao apito (o som é produzido pela vibração do ar ao passar por uma aresta). 
Isto constitui um sinal, juntamente com a presença de pequenas bolhas de ar ao redor da traqueia, de que seu orifício está prestes a fechar (em média 2 dias para o fechamento total).
Após o fechamento total do orifício, é acelerado o processo de aderência da pele e absorção da fibrose que por ventura tenha sido criada.
Observação:  esse relato foi feito baseado em experiência com um paciente, conforme descrito no texto, não sendo comprovado como regra geral.